# Арсе, Николас
Николас Бьянчи Арсе (исп. Nicolás Alexis Bianchi Arce; 28 января 1987, Буэнос-Айрес) — аргентинский футболист, защитник.

## Карьера
Николас Арсе начал свою карьеру в «Сан-Лоренсо» в 2006 году. Он дебютировал в игре против «Индепендьенте» и стал постоянным игроком стартового состава команды. Арсе забил свой первый гол, когда играл против «Тигре» и второй — против «Ньюэллс Олд Бойз».
В 2007 году «Сан-Лоренсо» выиграл Клаусуру 2007 года.
31 августа 2009 года Николас на правах аренды присоединился к АЕКу на один год. На тот момент он стал пятым аргентинским игроком в составе этого клуба, другие: Себастьян Саха, Исмаэль Бланко, Игнасио Скокко и Карлос Араухо.
В 2010 году Арсе вернулся в Аргентину для того, чтобы играть за «Олимпо» Баия-Бланка на правах аренды.
19 декабря 2012 года Николас Арсе перешёл в итальянскую «Пескару». Стоимость трансфера составила 1 миллион евро.